# 253412 Ráskaylea
253412 Ráskaylea è un asteroide della fascia principale. Scoperto nel 2003, presenta un'orbita caratterizzata da un semiasse maggiore pari a 2,2549156 UA e da un'eccentricità di 0,1577993, inclinata di 4,90614° rispetto all'eclittica.